# Marathon Cup 11 2025; Club-assistent Brabantcup 2
De schaatsmarathon Marathon Cup 11 2025; Club-assistent Brabantcup 2 was de zestiende wedstrijd van het marathonseizoen 2024/2025 die op zaterdag 10 januari 2025 plaatsvond op IJssportcentrum Eindhoven. 
Er was geen wedstrijd voor de belofen mannen.
Nadat Bart Hoolwerf al vroeg in de wedstrijd na een val met materiaalpech aan de kant stond. Ook de teruggekeerde Harm Visser kwam tot tweemaal toe ten val. De oranjepakdrager was echter wel mee in een groep van elf die een ronde pakte op het peloton. Bij zijn eerste val werd hij nog teruggereden naar het peloton, maar bij zijn tweede val bij het afsprinten was het kansloos. Mats Stoltenborg, Ronald Haasjes en Jorrit Bergsma profiteerden van het feit dat de snelle mannen achter hen elkaar aankeken en pakten snel een riante voorsprong. Wat daarbij ook hielp is dat achter het drietal eigenlijk alleen maar ploeggenoten aanwezig waren. Enkel Reggeborgh en OKAY/Interfarms misten met de aanwezige Evert Hoolwerf en Jeroen Janissen de slag. Janissen probeerde nog wel met een late versnelling de oversteek te maken maar op dat moment keek het leidende drietal de rest van de groep al in de rug. Nadat de jury dit restant van de groep met een ronde voorsprong had laten afsprinten, waarbij Visser dus ten val kwam, probeerde Stoltenborg met een versnelling zijn medevluchters te lossen. Bergsma reageerde alert en wist zijn concurrent bij te halen en snelde vervolgens naar zijn eerste overwinning in drie jaar tijd. Haasjes moest genoegen nemen met de tweede plaats, Stoltenborgwerd derde. Met deze overwinning reed Bergsma een record van Henk Angenent uit de boeken door 17 jaar en 47 dagen na zijn eerste overwinning weer te winnen en dit de langste periode is tussen de eerste en laatste overwinning is. Marijke Groenewoud won bij de vrouwen top-divisie en dit was de twaalfde overwinning van het seizoen. Groenewoud was de snelste in de massasprint, voor de klassementleider Bente Kerkhoff en Gioya Lancee. De wedstrijd werd naast verschillende aanvallen, waarin ook Groenewoud zelf actief was, vooral gekleurd door een solo-aanval van Olin Verhoog die twintig ronden voor het eind op avontuur ging maar uiteindelijk werd teruggepakt.
Bij de beloftenwedstrijd voor vrouwen won Vera van Ditshuizen, door in de slotfase op een ontsnapping van Judith Krabbenborg en Demi Huiden te reageren en alleen terug te halen. Van Ditshuizen overvleugelde Krabbenborg, die na het afhaken van Huiden solo overbleef, en soleerde vervolgens naar de winst. De pelotonsprint werd gewonnen door ploeggenote Anna Marit Sybrandi die daardoor de in Eindhoven afwezige klassementsleidster Mayke Vriesinga tot op 18,9 punten benaderde. Manon Gremmen mocht als de nummer drie naar het dagpodium.

## Tijdschema
| Datum                    | Tijd (CET) | Onderdeel           |
| ------------------------ | ---------- | ------------------- |
| Zaterdag 10 januari 2025 | 18:00      | Beloften vrouwen    |
| Zaterdag 10 januari 2025 | 19:00      | Top-divisie vrouwen |
| Zaterdag 10 januari 2025 | 20:15      | Top-divisie mannen  |

## Podia
| Klasse              | Eerste              | Tweede              | Derde            |
| ------------------- | ------------------- | ------------------- | ---------------- |
| Top-divisie mannen  | Jorrit Bergsma      | Ronald Haasjes      | Mats Stoltenborg |
| Top-divisie vrouwen | Marijke Groenewoud  | Bente Kerkhoff      | Gioya Lancee     |
| Beloften vrouwen    | Vera van Ditshuizen | Anna Marit Sybrandi | Manon Gremmen    |

## Uitslag Top-divisie mannen[2]
| #      | Schaatser         | Nationaliteit | Ploeg                             | Ronde | Punten |
| ------ | ----------------- | ------------- | --------------------------------- | ----- | ------ |
| Goud   | Jorrit Bergsma    | Nederland     | Royal A-ware                      | 126   | 30,1   |
| Zilver | Ronald Haasjes    | Nederland     | Bouwselect / De Haan Westerhoff   | 126   | 24     |
| Brons  | Mats Stoltenborg  | Nederland     | Team Essent                       | 126   | 23     |
| 4      | Jeroen Janissen   | Nederland     | OKAY/Interfarms                   | 126   | 22     |
| 5      | Christian Haasjes | Nederland     | Bouwselect / De Haan Westerhoff   | 126   | 21     |
| 6      | Luc ter Haar      | Nederland     | Bouwselect / De Haan Westerhoff   | 126   | 20     |
| 7      | Tjerk de Boer     | Nederland     | Royal A-ware                      | 126   | 19     |
| 8      | Evert Hoolwerf    | Nederland     | Team Reggeborgh                   | 126   | 18     |
| 9      | Jordy Harink      | Nederland     | Royal A-ware                      | 126   | 17     |
| 10     | Kars Jansman      | Nederland     |                                   | 126   | 16     |
| 11     | Harm Visser       | Nederland     | Team Essent                       | 126   | 15     |
| 12     | Jorian ten Cate   | Nederland     | OKAY/Interfarms                   | 125   | 9      |
| 13     | Ruben Ligtenberg  | Nederland     | Sprog                             | 125   | 8      |
| 14     | Wisse Slendebroek | Nederland     | Royal A-ware                      | 125   | 7      |
| 15     | Lars Woelders     | Nederland     | Sprog                             | 125   | 6      |
| 16     | Peter Michael     | Nieuw-Zeeland | A6.nl / KMC                       | 125   | 5      |
| 17     | Joram Verkerk     | Nederland     | VGR Sport / Galesloot constructie | 125   | 4      |
| 18     | Roel Boek         | Nederland     | OKAY/Interfarms                   | 125   | 3      |
| 19     | Joost de Jong     | Nederland     | Bouwselect / De Haan Westerhoff   | 125   | 2      |
| 20     | Luuk Loohuis      | Nederland     | Port of Amsterdam / SKITS         | 125   | 1      |

125 ronden
1:05:33uur (gem. 31,5sec) 45,8km/h

## Uitslag Top-divisie vrouwen[3]
| #      | Schaatser            | Nationaliteit | Ploeg                               | Ronde | Punten |
| ------ | -------------------- | ------------- | ----------------------------------- | ----- | ------ |
| Goud   | Marijke Groenewoud   | Nederland     | Team Albert Heijn Zaanlander        | 80    | 25,1   |
| Zilver | Bente Kerkhoff       | Nederland     | Team Albert Heijn Zaanlander        | 80    | 21     |
| Brons  | Gioya Lancee         | Nederland     | Puur ICT-BTZ                        | 80    | 18     |
| 4      | Lianne van Loon      | Nederland     | OKAY/Interfarms                     | 80    | 17     |
| 5      | Tessa Snoek          | Nederland     | VGR Sport / Vreugdenhil Dairy Foods | 80    | 16     |
| 6      | Kim Talsma           | Nederland     | Bouwbedrijf De Vries                | 80    | 15     |
| 7      | Jet Fransen          | Nederland     | Wokke Vastgoed                      | 80    | 14     |
| 8      | Elsemieke van Maaren | Nederland     | OKAY/Interfarms                     | 80    | 13     |
| 9      | Esther Kiel          | Nederland     | Puur ICT-BTZ                        | 80    | 12     |
| 10     | Femke Mossinkoff     | Nederland     | VGR Sport / Vreugdenhil Dairy Foods | 80    | 11     |
| 11     | Hilde Noppert        | Nederland     | Bouwbedrijf De Vries                | 80    | 10     |
| 12     | Nienke Smit          | Nederland     | OCRE                                | 80    | 9      |
| 13     | Nikki Noordergraaf   | Nederland     | OKAY/Interfarms                     | 80    | 8      |
| 14     | Beau Wagemaker       | Nederland     | A6.nl / KMC                         | 80    | 7      |
| 15     | Tjilde Bennis        | Nederland     | Turner                              | 80    | 6      |
| 16     | Patricia Koot        | Nederland     | Victron Energy                      | 80    | 5      |
| 17     | Sylvia de Vries      | Nederland     | Victron Energy                      | 80    | 4      |
| 18     | Evelien Vijn         | Nederland     | Puur ICT-BTZ                        | 80    | 3      |
| 19     | Brit Qualm           | Nederland     | VGR Sport / Vreugdenhil Dairy Foods | 80    | 2      |
| 20     | Paula Konijn         | Nederland     | OCRE                                | 80    | 1      |

80 ronden
0:45:03uur (gem. 33,8sec) 42,6km/h

## Uitslag Top-divisie vrouwen[4]
| #      | Rijder                  | Nationaliteit | Ploeg                                        | Ronde | Punten |
| ------ | ----------------------- | ------------- | -------------------------------------------- | ----- | ------ |
| Goud   | Vera van Ditshuizen     | Nederland     | Boltrics                                     | 60    | 25,1   |
| Zilver | Anna Marit Sybrandi     | Nederland     | Boltrics                                     | 60    | 21     |
| Brons  | Manon Gremmen           | Nederland     | Husqvarna / Praktijk Centrum Bomen           | 60    | 18     |
| 4      | Fleur Veen              | Nederland     | KNSB Inline Selectie                         | 60    | 17     |
| 5      | Viviana Rodríguez Rojas | Chili         | 21Adventures.nl                              | 60    | 16     |
| 6      | Susanne Prins           | Nederland     | Speelman / Exclusief Vastgoedbeheer          | 60    | 15     |
| 7      | Iris Tiben              | Nederland     | Wokke Vastgoed                               | 60    | 14     |
| 8      | Bianca van der Meer     | Nederland     |                                              | 60    | 13     |
| 9      | Sterre Kuijs            | Nederland     | OCRE                                         | 60    | 12     |
| 10     | Demi Benschop           | Nederland     | Arktika                                      | 60    | 11     |
| 11     | Rienke Boonstra         | Nederland     | Leontienhuis                                 | 60    | 10     |
| 12     | Maaike Koelewijn        | Nederland     | Fortune Coffee                               | 60    | 9      |
| 13     | Thirza Koers            | Nederland     | Speelman / Exclusief Vastgoedbeheer          | 60    | 8      |
| 14     | Lianne van Gameren      | Nederland     | Skadi / P&G Safety / Mark Bouman Grondwerken | 60    | 7      |
| 15     | Britt van Wees          | Nederland     | Wokke Vastgoed                               | 60    | 6      |
| 16     | Liset Speelman          | Nederland     | Speelman / Exclusief Vastgoedbeheer          | 60    | 5      |
| 17     | Judith Krabbenborg      | Nederland     | OCRE                                         | 60    | 4      |
| 18     | Melissa Mooijman        | Nederland     | Wokke Vastgoed                               | 60    | 3      |
| 19     | Florien Bolks           | Nederland     | Drenergie / B&B Nordengoed                   | 60    | 2      |
| 20     | Jitte Schuitemaker      | Nederland     | Vector                                       | 60    | 1      |

### Snelste wedstrijdgemiddelde
| Klasse              | Snelste gemiddelde       | Tijd        | Ronden | Schaatsster         | Nationaliteit | Ploeg                        |
| ------------------- | ------------------------ | ----------- | ------ | ------------------- | ------------- | ---------------------------- |
| Top-divisie Mannen  | 45,8 km/h (gem. 31,5sec) | 01:05:33    | 125    | Jorrit Bergsma      | Nederland     | Royal A-ware                 |
| Top-divisie Vrouwen | 42,6 km/h (gem. 33,8sec) | 00:45:03    | 80     | Marijke Groenewoud  | Nederland     | Team Albert Heijn Zaanlander |
| Beloften Vrouwen    | Niet bekend              | Niet bekend | 60     | Vera van Ditshuizen | Nederland     | Boltrics                     |

Marathon Cup 1 · 
Marathon Cup 2 · 
Marathon Cup 3 ·
Marathon Cup 4 · 
Marathon Cup 5 · 
Marathon Cup 6 · 
Marathon Cup 7 · 
Marathon Cup 8 · 
De Vier van Noord-Holland 1 · 
De Vier van Noord-Holland 2 · 
De Vier van Noord-Holland 3 · 
De Vier van Noord-Holland 4 · 
Marathon Cup 9 · 
NK kunstijs · 
Marathon Cup 10 · 
Marathon Cup 11 · 
Marathon Cup 12 · 
Marathon Cup 13 · 
Grand Prix 1 · 
Open NK natuurijs · 
Grand Prix 2 · 
Grand Prix 3 · Marathon Cup 14 · 
Marathon Cup 15 · 
Grand Prix 4 · 
Grand Prix 5 · 
Grand Prix 6 ·  
Marathon Cup 16  · 
Klassementen: KNSB Cup ·
Jongeren · 
Ploegen ·
Grand Prix ·
Club-assistent Brabantcup ·
De Vier van Noord-Holland
Lijst van schaatsmarathonrijders 2024/2025